# Roland Beck
Roland Beck-von Büren (* 22. August 1949 in Zürich) ist ein Schweizer Berufsoffizier (Oberst im Generalstab) und Militärhistoriker. Er war Chefredaktor der Allgemeinen Schweizerischen Militärzeitschrift.

## Leben
Beck wurde 1949 als Sohn eines Ingenieurs und dessen Frau geboren, er hat drei Geschwister. Nach der Matura (Typus C) an der Kantonalen Oberrealschule Zürichberg 1969 und seiner Grundausbildung bei den Panzergrenadieren, zuletzt als Leutnant, studierte er Geschichte und Philosophie an der Universität Zürich. Er beschäftigte sich während eines Auslandssemesters 1974/75 an der Westfälischen Wilhelms-Universität in Münster eingehend mit Carl von Clausewitz (Unterweisung bei Werner Hahlweg). 1981 wurde er bei Walter Schaufelberger an der Universität Zürich mit einer Dissertation über den Neuenburger Konflikt zum Dr. phil. promoviert.
Beck war Berufsoffizier in der Schweizer Armee, er trat 1981 in das Instruktionskorps der Mechanisierten und Leichten Truppen (MLT) ein. Ab 1982 lehrte er Militärwissenschaften beim Schweizer Generalstab. 1987 wurde er Kommandant des Panzerbataillons 11 und 1989 Stabsoffizier und Dozent für Militärgeschichte an der Militärakademie an der ETH Zürich. Anlässlich des Jahrestages 1989 der Mobilmachung der Schweizer Armee im Zweiten Weltkrieg war er mit der Ausarbeitung einer Schrift betraut, die im Rahmen einer Tagung angefertigt wurde. Von 1994 bis 1996 war er Stabschef der Mechanisierten Division 11 bzw. der Panzerbrigade 11 und persönlicher Assistent des Generalstabschefs, Korpskommandant Arthur Liener. Von 1997 bis 2001 war er Kommandant der Offizierschule und Ausbildungschef der MLT. Von 2002 bis 2007 war er zuständig für die Operative Schulung und das Training des Führungsstabes der Armee des Chefs der Armee, Korpskommandant Christophe Keckeis.
Er war von 2008 bis 2011 Chefredaktor der Allgemeinen Schweizerischen Militärzeitschrift (ASMZ), des offiziellen Organs der Schweizerischen Offiziersgesellschaft. Seine Aufgabe bezeichnete er einst als «Moderator einer Plattform für kritisches Mitdenken». Beck gilt als Anhänger der Wehrpflicht und wird zitiert mit: «Integration funktioniert nur, wenn ein repräsentativer Schnitt der Gesellschaft Dienst leistet». Er betreute bis 2018 das Nationalfondsprojekt zur Erforschung der Geschichte des schweizerischen Generalstabs. Es erschienen elf Bände. Zudem veröffentlichte er zahlreiche Schriften und Artikel u. a. über die Truppenordnungen und die Päpstliche Schweizergarde im Historischen Lexikon der Schweiz (HLS).
1988 wurde er Präsident der Schweizerischen Gesellschaft für militärhistorische Studienreisen (GMS). Von 2003 bis 2009 war er Gründungspräsident der Sektion Schweiz der Clausewitz-Gesellschaft, die ihm 2010 die Ehrenmitgliedschaft verlieh. Beck gehört dem Arbeitskreis Sicherheit und Wehrtechnik (ASUW) an. Seit 2019 ist er Ehrenveteran des Schweizerischen Unteroffiziersverbands.
Von 2009 bis 2016 war er ausserdem im Netzwerk des diplomatischen Dienstes des Souveränen Malteserordens aktiv und wirkte als Botschafter bei der schweizerischen Regierung. Seit 2017 ist er Träger des Grosskreuzes mit Schwertern Pro Merito Melitensi.
Beck ist Mitglied der bürgerlich-liberalen Studentenverbindung Helvetia. Von 2013 bis 2016 war er Chefredaktor des Zentralorgans der Helvetia. Von 2013 bis 2023 war er Präsident der Männer-Helvetia Solothurn. Seit 2013 ist er Verwaltungsrat der Misteli AG (Helveterhaus). Er ist verheiratet, Vater von drei Kindern und lebt in Solothurn.

## Schriften (Auswahl)

### Autoren- und Herausgeberschaft
- Roulez tambours. Politisch-militärische Aspekte des Neuenburger Konflikts zwischen Preussen und der Schweiz 1856/57 (= Schriftenreihe ASMZ). Hrsg. von der ASMZ, Huber, Frauenfeld 1982, ISBN 3-274-00004-3.
- (Hrsg.): Kriegsmobilmachung 1939. Eine wissenschaftlich-kritische Analyse aus Anlass der 50. Wiederkehr des Mobilmachungstages von 1939. Im Auftrag der Abteilung für Militärwissenschaften der ETH Zürich, Zürich 1989.
- mit Roland Haudenschild, Pierre A. Krenger, Franco Valli: 175 Jahre Schweizerische Offiziersgesellschaft, 1833–2008. Festschrift zum 175-Jahr-Jubiläum. Hrsg. von der ASMZ im Auftrag der Schweizerische Offiziersgesellschaft, Zürich 2008, ISBN 978-3-033-01821-1.

### Beiträge in Sammelbänden
- Graf Raymond von St.-Gilles als Führerpersönlichkeit des Ersten Kreuzzuges (1096–99). In: Jürg Stüssi-Lauterburg, Martin Pestalozzi-Schäfer, Hans Eberhart-Rogenmoser, Anton Künzi (Hrsg.): Festschrift Walter Schaufelberger (= Studien zur Militärgeschichte und Militärwissenschaft). Sauerländer, Aarau 1986, ISBN 3-7941-2728-5, S. 157 ff.
- Gebirgskriegsführung bei General Dufour. In: Louis-Edouard Roulet (Hrsg.): La guerre et la montagne:  actes (= Kongreß der Internationalen Kommission für Militärgeschichte. 17). Teil 1, Bern 1993, ISBN 2-9700034-0-6, S. 193 ff.
- Neutralität im Wandel. In: Ferenc I. Majoros, Armin Steinkamm, Bernhard W. Krack (Hrsg.): Politik. Geschichte, Recht und Sicherheit. Festschrift für Gerhard Ritter. Ergon Verlag, Würzburg 1996, ISBN 3-928034-87-1, S. 137 ff.
- Clausewitz und die Welt der Madame de Staël. In: Jahrbuch der Clausewitz-Gesellschaft. Band 4 (2008), ISBN 978-3-9810794-3-2, S. 216 ff. (PDF; 5,4 MB).
- Clausewitz in Switzerland. In: Reiner Pommerin (Hrsg.): Clausewitz goes global. Carl von Clausewitz in the 21st Century. Commemorating the 50th Anniversary of the Clausewitz-Society. Carola Hartmann Miles-Verlag, Berlin 2011, ISBN 978-3-937885-41-4. S. 328 ff.
- Die allgemeine Wehrpflicht in der alten Eidgenossenschaft (1291–1798). In: Jahrbuch der Clausewitz-Gesellschaft. Band 9 (2013), ISBN 978-3-9810794-9-4, S. 111 ff. (PDF; 3,66 MB).

### Artikel
- Dufour als militärischer Führer und Denker. Eine Würdigung seiner Leistungen und Verdienste aus Anlass seines 200. Geburtstages. In: Neue Zürcher Zeitung, 12./13. September 1987. Nr. 211, S. 23
- «Roulez tambours, pour couvrir la frontière». Royalistischer Putsch in Neuenburg vor 150 Jahren. In: Neue Zürcher Zeitung, 29. August 2006, Nr. 199, S. 13.
- Historisch verankerter Milizgedanke. Über die Wehrpflicht wird in der Schweiz nicht zum ersten Mal hitzig debattiert. In: Neue Zürcher Zeitung, 2. August 2013, Nr. 176, S. 12.
- Hochverdienter Offizier. Zum Hinschied von Divisionär Frank Seethaler. In: Neue Zürcher Zeitung, 13. Mai 2016, Nr. 110, S. 21
- Die Revolution des Landkriegs. In: Neue Zürcher Zeitung, 15. September 2016, Nr. 215, S. 8, 9
- Der Panzer der Zukunft. In: Neue Zürcher Zeitung, 15. September 2016, Nr. 215, S. 9
- Divisionär Ernest Grosselin (1869–1955). Ein Genfer Offizier des Bildungsbürgertums. In: Livre d’Or, Helvetia Genevensis 1971–2021, Genf 2021